# جيمس أ. بالدوين
جيمس أ. بالدوين (بالإنجليزية: James A. Baldwin)‏ هو منافس ألعاب قوى أمريكي، ولد في 26 مايو 1886 في مانشستر في الولايات المتحدة، وتوفي في 2 أغسطس 1964 في هاينيس في الولايات المتحدة.

## وصلات خارجية
- جيمس أ. بالدوين على موقع كلية كرة السلة في سبورتس رفرنس.كوم (الإنجليزية)